# 로마의 애수
로마의 애수(The Roman Spring Of Mrs. Stone)는 미국에서 제작된 José Quintero 감독의 1961년 영화이다. 비비안 리 등이 주연으로 출연하였다.

## 출연

### 주연
- 비비안 리
- 워런 비티

### 조연
- 로테 레냐
- 코럴 브라운
- 질 세인트 존
- 제레미 스펜서
- 스텔라 본휴어

## 제작진
- 원작자: 테네시 윌리엄스
- 미술: 로저 K. 퍼스
- 의상: 피에르 발망
- 배역: 로버트 레너드

## 같이 보기
- 남창
- 지골로